# 庫拉河 (俄羅斯)
44°02′06″N 44°49′59″E / 44.0350°N 44.8331°E
庫拉河（俄语：Кура），是俄羅斯的河流，發源自馬爾卡河，主要流經該國西南部斯塔夫羅波爾邊疆區，小段流经该边疆区与卡巴尔达-巴尔卡尔共和国的边界。河道全長198公里，流域面積1,250平方公里，河水來自雨水和泉水。